# اریش رادماخر
اریش رادماخر (انگلیسی: Erich Rademacher؛ ۹ ژوئن ۱۹۰۱ – ۲ آوریل ۱۹۷۹) شناگر و بازیکن واترپلو اهل آلمان بود.
وی در مسابقات کشوری و بین‌المللی در مجموع برندهٔ ۳ مدال طلا، ۳ مدال نقره، ۱ مدال برنز شده‌است.